# Championnat d'Italie de football 1996-1997
Navigation
Édition précédente Édition suivante
| \| Juventus Parme Inter Lazio Udinese Sampdoria Bologne Vicence Fiorentina Atalanta AC Milan AS Rome Naples Plaisance Cagliari Pérouse Hellas Reggiana \| Localisation des clubs engagés dans le championnat. |
| Juventus Parme Inter Lazio Udinese Sampdoria Bologne Vicence Fiorentina Atalanta AC Milan AS Rome Naples Plaisance Cagliari Pérouse Hellas Reggiana                                                           |

Le Championnat d'Italie de football 1996-1997 est la 94e édition de la compétition qui fut remportée par la Juventus.

## Classement
| Rang | Équipe           | Pts | J  | G  | N  | P  | Bp | Bc | Diff |
| ---- | ---------------- | --- | -- | -- | -- | -- | -- | -- | ---- |
| 1    | Juventus         | 65  | 34 | 17 | 14 | 3  | 51 | 24 | +27  |
| 2    | Parme FC         | 63  | 34 | 18 | 9  | 7  | 41 | 26 | +15  |
| 3    | Inter Milan      | 59  | 34 | 15 | 14 | 5  | 51 | 35 | +16  |
| 4    | Lazio Rome       | 55  | 34 | 15 | 10 | 9  | 54 | 37 | +17  |
| 5    | Udinese Calcio   | 54  | 34 | 15 | 9  | 10 | 53 | 41 | +12  |
| 6    | Sampdoria        | 53  | 34 | 14 | 11 | 9  | 60 | 46 | +14  |
| 7    | Bologne FC       | 49  | 34 | 13 | 10 | 11 | 50 | 44 | +6   |
| 8    | Vicence          | 47  | 34 | 12 | 11 | 11 | 43 | 38 | +5   |
| 9    | AC Fiorentina    | 45  | 34 | 10 | 15 | 9  | 46 | 41 | +5   |
| 10   | Atalanta Bergame | 44  | 34 | 11 | 11 | 12 | 44 | 46 | -2   |
| 11   | Milan AC         | 43  | 34 | 11 | 10 | 13 | 43 | 45 | -2   |
| 12   | AS Rome          | 41  | 34 | 10 | 11 | 13 | 46 | 47 | -1   |
| 13   | SSC Naples       | 41  | 34 | 9  | 14 | 11 | 38 | 45 | -7   |
| 14   | Piacenza         | 37  | 34 | 7  | 16 | 11 | 29 | 45 | -16  |
| 15   | Cagliari Calcio  | 37  | 34 | 9  | 10 | 15 | 45 | 55 | -10  |
| 16   | Perugia          | 37  | 34 | 10 | 7  | 17 | 48 | 62 | -14  |
| 17   | Hellas Vérone    | 27  | 34 | 6  | 9  | 19 | 38 | 64 | -26  |
| 18   | Reggiana AC      | 19  | 34 | 2  | 13 | 19 | 28 | 67 | -39  |

|  | Champion                  |
|  | Relégation en 2e division |

## Buteurs
| Place | Joueur            | Nationalité | Club             | Buts |
| ----- | ----------------- | ----------- | ---------------- | ---- |
| 1er   | Filippo Inzaghi   | Italie      | Atalanta Bergame | 24   |
| 2e    | Vincenzo Montella | Italie      | Sampdoria        | 22   |
| 3e    | Abel Balbo        | Argentine   | AS Rome          | 17   |